# Landskaber (eksperimentalfilm)
|  | Denne artikel er oprettet af botten Steenthbot ud fra en ekstern database. Den kan derfor have sproglige fejl eller mangler. Denne skabelon kan fjernes efter kontrol af indholdet. |

 For alternative betydninger, se Landskaber. (Se også artikler, som begynder med Landskaber)
Landskaber er en dansk eksperimentalfilm fra 1997 instrueret af Kassandra Wellendorf efter eget manuskript.

## Handling
5 komponister; Ib Nørholm, Vagn Nørholm, Svend Hvidtfeldt, Dan Marmorstein og Anders Nordentoft fortolker hver deres landskab fra den danske natur. Herefter fortolker Kassandra Wellendorf de 5 forskellige stykker musik og de pågældende landskaber: Hede/nåletræer, fjord/lerklinter, sand/vadehav, løvskov og moser/vandløb.